# Magalia
Magalia (dawniej Butte Mills, Dogtown i Mountain View) – jednostka osadnicza (CDP) w amerykańskim hrabstwie Butte, w stanie Kalifornia. W 2000 roku miejscowość liczyła 10569 mieszkańców.

## Historia
Miejscowość powstała w czasie gorączki złota po 1849 jako obóz górniczy. Rozpoczęta w 1850 roku hodowla psów spowodowała zmianę nazwy miejscowości na Dogtown. Przyległą osadę Mill City przydzielono do nowego urzędu pocztowego, co w ostateczności doprowadziło do połączenia obu miejscowości.
12 kwietnia 1859 roku w kopalni Willard Claim, położonej w Feather River Canyon na północ od miasta, wydobyto samorodek złota o wadze 20 kilogramów – największy w tamtym czasie na świecie. Samorodek nazywano „Dogtown nugget”, co rozsławiło miasto.
Ponieważ kobiety z Dogtown nie chciały mieszkać w miejscowości o nazwie „Miasto Psów”, w 1862 zmieniono ją na Magalia (łac. szałas, namiot nomadów).

## Geografia i przyroda
Według Urzędu Statystycznego Stanów Zjednoczonych powierzchnia całkowita Magalii wynosi 36,4 km². W pobliżu występują liczne gatunki flory i fauny, w tym m.in. szop pracz, wiewiórka szara i pacyfotryton szorstki, którego południowy zasięg występowania w Kalifornii przebiega w pobliżu Magalii.

## Demografia
Według spisu ludności z 2000, w Magalii mieszka 10 569 osób, w tym 4395 gospodarstw domowych i 3199 rodzin. Gęstość zaludnienia wyniosła 290 osób/km². Znajdowało się tam wówczas 4752 budynków mieszkalnych o zagęszczeniu 130,4/km². W strukturze rasowej miejscowości dominowali biali (94,09%); ponadto zamieszkiwała ją ludność pochodzenia afroamerykańskiego (0,41%), indiańskiego (1,20%), azjatyckiego (0,59%), pochodzących z wysp Oceanu Spokojnego (0,09%) i 3,62% pozostałych. 4,88% osób populacji miasta miało pochodzenie latynoamerykańskie.
W miejscowości odnotowano 4395 gospodarstw domowych, w 24,3% z nich zamieszkiwały osoby niepełnoletnie. 59,8% gospodarstw było prowadzone przez pary małżeńskie, 9,0% przez samotne kobiety, a 27,2% przez osoby niebędące formalnie rodzinami. 22,3% gospodarstw składało się z pojedynczych osób, a 12,7% z osób mieszkających samotnie, których wiek wynosił powyżej 65 lat. Wielkość przeciętnego gospodarstwa domowego to 2,38 osób, a wielkość przeciętnej rodziny – 2,73.
Spośród populacji miasta 21,9% osób miało mniej niż 18 lat, 5,4% było w wieku od 18 do 24 lat, 20,7% – od 25 do 44, 24,6% – od 45 do 64 oraz 27,5%, których wiek wynosił powyżej 65 lat. Średnia wieku to 47 lat. Na każde 100 kobiet przypadało 94,5 mężczyzn. Na każde 100 kobiet w wieku 18 lat lub więcej przypadało 92,4 mężczyzn.
Średni dochód na gospodarstwo domowe wyniósł 32 337 dolarów, a średnia dla rodzin – 38 654 dolarów. Dochód mężczyzn wyniósł 36 909 dolarów, a kobiet – 21 892. Średni dochód mieszkańca Magalii wyniósł 16 904. Około 9,2% rodzin i 12,7% populacji żyło poniżej relatywnej granicy ubóstwa, w tym 18,4% z nich były osobami niepełnoletnimi, a 5,2% miały więcej niż 65 lat.